# Liste der Oberalten-Präsides
Die Liste der Oberalten-Präsides enthält die Präsides und Vizepräsides des Hamburger Oberalten-Kollegiums.
Die Ämter im Kollegium wurden in der Regel jährlich neu verteilt. Die Vergabe erfolgte gewöhnlich in der letzten Sitzung des Kalenderjahres für das nächste Jahr. Der eigentliche Ämterwechsel fand dann meistens in einem Gottesdienst am letzten Sonntag im Januar des neuen Jahres statt. Vor der Verfassungsreform 1859/60 wurde auch das Amt des Präses gewöhnlich nur für ein Kalenderjahr übernommen. Die Wiederwahl in einem späteren Jahr war jedoch möglich, wie einige Beispiele zeigen. Aber schon um 1850 gab es länger amtierende Präsides: Jakob Hinrich Gläser hat zwischen 1845 und 1854 (mit Unterbrechung) rund sieben Jahre lang amtiert, sein Nachfolger Johann Siemers mehr als elf Jahre.
Später wurde für das Amt des Präses und des Vizepräses die Wiederwahl nicht nur möglich, sondern bisweilen sogar auf Lebenszeit üblich.
Bis 1870 galt, dass der Präses erforderlichenfalls von seinem Vorgänger vertreten wurde. So war es bis dahin nicht notwendig, einen Vizepräses zu wählen.
Die Amtsbezeichnung der Präsides hat seit Ende des 19. Jahrhunderts mehrfach gewechselt. Von 1880 an und etwa bis 1908 wurden dafür die Titulierungen „Vorsitzender“ und „Stellvertreter des Vorsitzenden“ gebraucht. Immer wieder waren in Sitzungsprotokollen auch die Ausdrücke „Präsident“ und „Vizepräsident“ gebräuchlich. Erst nach Stegelmanns Vorsitz († 1930) hat sich die Bezeichnung „Präses“ und „Vizepräses“ endgültig etabliert.

## Präsides der Oberalten

### 16. Jahrhundert
- 1528: Götke Möller
- 1529: Carsten Keding
- 1530: Hinrick Davorde
- 1531: Hans von Bergen
- 1532: Detlev Schuldorp
- 1533: Cord Goldener
- 1534: Tolen Anckelmann
- 1535: Michael Panning
- 1536: Claus Rodenborg
- 1537: Jacob Shiphower
- 1538: Hermann Verken (Wetken)
- 1539: Claus Hollmann
- 1540: Claus von der Hoye
- 1541: Herbert von der Hude
- 1542: Joachim Rentzel
- 1543: Hans von Bergen
- 1544: Hermann Schele
- 1545: Cordt Kruse
- 1546: Lüdeke Rull
- 1547: Michael Panning
- 1548: Hans Kalenberch
- 1549: Werner Werneken
- 1550: Dierk Berstenborstel
- 1551: Hans Eggers
- 1552: Anton Ehlers (Tonniges Ehlers)
- 1553: Hinrich Rheder
- 1554: Claus Kröger
- 1555: Paul Gerckens
- 1556: Reyneke Reynekens (Reineke Reineken)
- 1557: Jasper (Caspar) von der Fechte
- 1558: Christopher Snepel
- 1559: Claus Korvemaker
- 1560: Joachim Brand
- 1561: Johann Hartig
- 1562: Claus Kröger
- 1563: Lorenz Witteneven
- 1564: Lucas Beckmann
- 1565: Paul Vaghet (Faget, Voget)
- 1566: Christoph Kellinghusen
- 1567: Cord Bestenborstel
- 1568: Hinrich Koep (Koop)
- 1569: Jakob von Peltzen (von Pilsen, Pilcen)
- 1570: Meino von Eitzen d. J.
- 1571: David Grote
- 1572: Jakob Prigge (Prigghe)
- 1573: Hinrich Rode
- 1574: Reymer Tunsen
- 1575: Lorenz Witteneven
- 1576: Barteldt Busch
- 1577: Antor Peters
- 1578: Hinrich Tamme
- 1579: Hans Eggers
- 1580: Hinrich Koep (Koop)
- 1581: Simon van Dulmen
- 1582: Hans von Bergen
- 1583: Johann Moller
- 1584: Barteldt Busch
- 1585: Jürgen vom Holte
- 1586: Meino von Eitzen d. J.
- 1587: Claus Scharmbecke
- 1588: Daniel von Eitzen
- 1589: Jakob von Peltzen (von Pilsen, Pilcen)
- 1590: Eberhard Esich
- 1591: Hans Eggers
- 1592: Hieronymus Reinstorp
- 1593: Albert Hackmann
- 1594: Joachim Langermann
- 1595: Johann Moller
- 1596: Lucas Beckmann
- 1597: Claus Stemshorn
- 1598: Albert von der Fechte
- 1599: Hans Scherrenberch

### 17. Jahrhundert
- 1600: Paridom vom Kampe
- 1601: Jürgen vom Holte
- 1602: Albert Willers
- 1603: Henning Held
- 1604: Erich Soltow
- 1605: Albert Hackmann
- 1606: Jakob Eggers
- 1607: Albert Wittekop
- 1608: Johann Tunemann
- 1609: Johann Koep
- 1610: Joachim Langermann
- 1611: Otto Sillem
- 1612: Frederik Telemann
- 1613: Johann Langenbeck
- 1614: Hinrich Bekendorp
- 1615: Johann Münden
- 1616: Johann vom Kampe
- 1617: Hinrich Stampeel
- 1618: Meino von Eitzen
- 1619: Jochim Busch
- 1620: Peter Röver
- 1621: Johann Spitzenberch
- 1622: Jochim Mule (Muhle)
- 1623: Joachim Hartiges
- 1624: Hinrich Herinck
- 1625: Dithmar Kohl
- 1626: Joachim Twestreng
- 1627: Caspar von der Fechte
- 1628: Johann Frederichs a
- 1629: Johann Rump (Rumpff)
- 1630: Meino von Eitzen
- 1631: Matthäus Sillem
- 1632: Claus Schulte
- 1633: Johann Garmers
- 1634: Peter Juncker
- 1635: Johann Wetken
- 1636: Andreas Tegge
- 1636: Johann Wichmann
- 1637: ?
- 1638: ?
- 1639: Hermann von Eitzen
- 1640: Johann Frederichs
- 1641: Johann Hanses (Hansen)
- 1642: Detleff Heldt
- 1643: Hans Landerhusen
- 1644: (bis Petri) Hermann Langenbeck
- 1644: (ab 18. März) Jochim Beckmann
- 1645: Hein Sillem
- 1646: Johann Lütkens
- 1647: Detleff Heldt
- 1648: Johann Frederichs
- 1648: (ab 13. November) Albert Schulte
- 1649: Magnus Hornmann (Hornemann)
- 1650: (ab 8. April) Diederich Schrötteringk
- 1651: Hinrich Wichmann
- 1652: Johann Moller
- 1653: Garleff Langenbeck
- 1654: Heinrich Busch
- 1655: Jürgen vom Holte
- 1656: Peter von Spreckelsen
- 1657: Nikolaus Sillem
- 1658: Paulus Langermann
- 1659: Jürgen Schrötteringk
- 1660: (bis 30. November) Hieronymus Meurer
- 1661: Basilius von dem Bostel
- 1662: (ab 4. August) Hermann Rentzel
- 1663: Johann Bostelmann
- 1664: Lorenz Wördenhoff
- 1665: Johann Bostelmann
- 1666: Diederich Schrötteringk
- 1667: (bis 6. Februar) Jürgen vom Holte
- 1667: (ab 29. April) Hinrich Grote
- 1668: Jobst von Lengercke
- 1669: Otto Sillem
- 1670: (bis 1. Februar) Diederich Hoppe
- 1670: (ab 28. Februar) Cornelio Langermann
- 1671: Nikolaus Krull
- 1672: Joachim Anckelmann
- 1673: Jürgen Kellinghusen
- 1674: Hinrich Matfeldt
- 1675: (bis 10. März) Hinrich Grote
- 1675: (ab 31. Mai) Johann Pape
- 1676: Casten Busch
- 1677: Hans Erlenkamp
- 1677: (September – 19. November) Joachim Lemmermann
- 1678: Claus Dee
- 1679: Nikolaus Ludwig Rulant
- 1680: Detleff Brasche
- 1681: Marcus Peters
- 1682: Johann Rumpff
- 1683: Jochim Stemann
- 1684: Hinrich Jacobsen
- 1685: Daniel Witte
- 1686: Claus Dee
- 1687: Joachim von Spreckelsen
- 1688: Hans Christopf Weissbach
- 1689: Hans Christoph Mackh
- 1690: Paul Amsinck
- 1691: Christopher Nootnagel
- 1692: Hans Lambrecht
- 1693: Detleff Brasche
- 1694: Albert Oldenburg
- 1695: Johann Sellhoff
- 1696: Guilliam Vegesack
- 1697: Johann Hering (Herinck)
- 1698: Hans Christopf Weissbach
- 1699: Hinrich Schlicht

### 18. Jahrhundert
- 1700: ?
- 1701: Hartwig Stael
- 1702: Andreas Dathe
- 1703: Peter Carstens
- 1704: Hans Christoph Mackh
- 1705: Hans Witte
- 1706: Gerd Lente (Lenthe)
- 1707: Nikolaus Wunderlich
- 1708: Berend Krop (Bernhard Cropp)
- 1709: Albert Oldenburg
- 1710: ?
- 1711: (bis 17. April) Jakob Brommer
- 1712: (bis 7./17./18. Juni) Johann Hökenkamp
- 1713: Friedrich Wahn
- 1714: Georg von der Meden
- 1715: Carl Peinhorst
- 1716: Albert Schrötteringk
- 1717: Frans Bostelmann
- 1718: Johann Christoph Pfautzsch
- 1719: Hinrich Schlicht
- 1720: (14. Februar – 17. November) Peter Jacobsen
- 1721: Vincent Moller
- 1722: Christoffer Darnedden
- 1723: Joachim Persent
- 1724: Jochim Steinkopff
- 1725: Cord Rohde
- 1726: Claus Stolley
- 1727: (bis 2. Oktober) Hinrich Peter Kentzler
- 1728: ?
- 1729: (bis 6. Juni) Johann Caspar Weber
- 1729: Eberhard Pacher
- 1730: Hieronymus Lustig [d. J.]
- 1731: Johann Conrad Steckelmann
- 1732: Paridom vom Kampe
- 1733: Philipp de Dobbeler
- 1734: Cord Meyer
- 1735 – 1736: Nikolaus Jante
- 1737: Paridom vom Kampe
- 1738: Johann Behrmann
- 1739: (bis 30. April) Samuel Klug
- 1740: Matthias Böckmann
- 1741: Christoffer Lüttmann
- 1742: Lucas Beckmann
- 1743: David Doormann
- 1744: Christian Seyler
- 1745: Hieronymus Lustig [d. J.]
- 1746: Christoffer Lüttmann
- 1747: Johann Dieterich Cordes
- 1748: Johannes Dresky
- 1749: Daniel Schiebeler
- 1750: Eibert Tieffbrunn
- 1751: Philipp Hinrich Stenglin
- 1752: Christian Brockes (Brokes)
- 1753: Wilhelm Matfeldt
- 1754: ?
- 1755: Hinrich Otto Seumnicht
- 1756: Christian Ludwig Fürstenau
- 1757: Ratje Richters, Johann Joachim Bühring b
- 1758: Lorenz Poppe
- 1759: Martin Gabriel Tielcke
- 1760: Jürgen Schultz
- 1761: Diederich Heymann
- 1762: Joachim Kähler
- 1763: Raetcke Grotjan
- 1764: Hans Albers
- 1765: Johann Philipp de Dobbeler
- 1766: (bis 8. März) Philipp Boetefeur
- 1766: Johann Fleischmann
- 1767: Johann Jürgen Berndes
- 1768: Peter Johann Movers
- 1769: Matthias Klefeker
- 1770: Christian Rohde
- 1771: Bernhard Riecke
- 1772: Johann Koep
- 1773: (bis 9. Juli) Joachim von den Steenhoff
- 1773: Lorenz Spieckerhoff
- 1774: Hinrich Reese
- 1775: Johann Christian Giese, Walther Thode b
- 1776: Hermann Christian Printz
- 1777: Paul Hinrich Trummer
- 1778: Matthias von Döhren
- 1779: Johann Peter Trappe
- 1780: Nikolaus Adolph Schmidt
- 1781: (bis 12. August) Albert Möller
- 1781: Vincent Bulle
- 1782: ?
- 1783: Julius Peter Stampeel
- 1784: Lucas Hinrich Eding, Thomas Hoffmann b
- 1785: Johann Christian Giese
- 1786: Philipp Schlüter
- 1787: Johann Gottlieb Gerhard
- 1788: Franz Andreas Prale
- 1789: (bis 5. September) Johann Bostelmann
- 1789: Peter Wortmann
- 1790: Adolph Schlüter
- 1791: Rudolph Amsinck
- 1792: Marcus Oldenburg
- 1793: Heino Christian Brandenburg
- 1794: Friedrich Carstens
- 1795: Simon Henning Brauer
- 1796: Peter Hinrich Jürgensen
- 1797: Michael Harmensen
- 1798: Claes Bartels, Johann Joachim Tecklenburg b
- 1799: ?

### 19. Jahrhundert
- 1800: Johann Rudolph Berndes
- 1801: Johann Friedrich Tonnies
- 1802: Paul Köster
- 1803: Marx Grave
- 1804: Wilhelm Hinrich Ide
- 1805: Joachim von den Steenhoff
- 1806: Johann Heinrich Matthias Färber
- 1807: Johann Hockmeyer
- 1808: Rudolph Amsinck
- 1809: Johann Jakob Mylius
- 1810: Johann Gotthard Martens
- 1811 – 1814: kein Präses erwählt c
- 1815: ?
- 1816: Siegmund Diederich Rücker
- 1817: Frans Doorman
- 1818: Heinrich Kühl
- 1819: Christian Hinrich Lohmann
- 1820: Otto von Axen
- 1821: Johann Gottfried Schramm
- 1822: Peter Daniel Prale
- 1823: Walther Peter Möller
- 1824: ?
- 1825: Andreas Ehrenfried Martens
- 1826: Frans Doorman
- 1827: Johann Anthon Schmidt
- 1828: Siegmund Diederich Rücker
- 1829: Peter Daniel Prale
- 1830: Vincent Matsen
- 1831: Johann Andreas von Beseler
- 1832: Johann Hinrich Böckmann
- 1833: Peter Jakob Petersen
- 1834: Georg Nikolaus Mohr
- 1835: ?
- 1836: Georg Ehlert Bieber
- 1837: August Schwalb
- 1838: Johann Benjamin Neumann
- 1839 – 1840: Friedrich Heeren
- 1841: Johann Nikolaus Christian Brandenburg
- 1842: Peter Friedrich Röding
- 1843: Nikolaus Heinrich Burmester
- 1844: Johann Jürgen Nikolaus Albrecht
- 1845 – 1846: Jakob Hinrich Gläser
- 1847: Johann Jürgen Nikolaus Albrecht
- 1848: Carl Andreas Prale
- 1849 – 1854: Jakob Hinrich Gläser
- 1855 – 1876: Georg Johann Heinrich Siemers
- 1876 – 1884: Ernst Albers
- 1884 – 1891: Hinrich Böckmann
- 1892 – 1893: Johann Conrad Warnecke
- 1894 – 1905: Wilhelm August Schmidt

### 20. und 21. Jahrhundert
- 1905 – 1913: Eduard Brackenhoeft
- 1913 – 1925: Andres Hugo Krüss
- 1925 – 1930: Christian Johannes Ferdinand Stegelmann
- 1930 – 1942: Hermann Bruntsch
- 1942 – 1950: Carl Mathies
- 1950 – 1952: Hans-Henning von Pressentin
- 1953 – 1963: Edmund Krüss
- 1964 – 1985: Wolf Harm
- 1985 – 1987: Reinhard Krahn
- 1988 – 1993: Martin Schöffel
- 1994 – 2006: Ivo von Trotha
- 2007 – 2015: Rainer Biskup
- seit 2016: Michael Labe

## Vizepräsides bzw. Stellvertreter des Vorsitzenden
- 1870 – 1876: Ernst Albers, dann Präses
- 1876 – 1879: Julius Guido Wolff
- 1880 – 1884: Hinrich Böckmann, dann Präses
- 1884 – 1892: Johann Conrad Warnecke, dann Präses
- 1892 – 1894: Wilhelm August Schmidt, dann Präses
- 1894 – 1897: Cipriano Francisco Gaedechens
- 1898 – 1903: Friedrich Carl Matthias Marcus
- 1904: Christopher Remmers
- 1905 – 1923: Oscar Ruperti
- 1923 – 1925: Christian Johannes Ferdinand Stegelmann, dann Präses
- 1925 – ?: ?
- 1934? – 1938: Heinrich Schröder
- 1938 – 1940: Wilhelm Fromm
- 1940 – 1942: Carl Mathies, dann Präses
- 1943 – 1945: Kurt Siemers und Paul Sieveking
- 1945 – 1947: Paul Sieveking und Hermann Bruntsch
- 1947 – 1949: Paul Sieveking und Hans-Henning von Pressentin
- 1950: Hans-Henning von Pressentin, dann Präses
- 1951 – 1955: Hugo Dölberg
- 1956 – 1966: Peter Christiansen
- 1967 – 1969: Hans Ehlers
- 1969 – 1970: Edgar Uhle
- 1970 – 1973: Ulrich Beukemann
- 1973 – 1985: Reinhard Krahn, dann Präses
- 1986 – 1987: Martin Schöffel, dann Präses
- 1988 – 1997: Heino Hauschildt
- 1998 – 2003: Paul Gerhard Fiebig
- 2003 – 2006: Hans-Joachim Seeler
- 2007 – 2012: Jutta Wieters-Schrader
- 2012 – ?: Martina Krüss-Leibrock
- seit ?: Christiane Hoffmann (Stand: Juli 2023)